# Klosterkirche St. Anna im Lehel

Fassade der Klosterkirche St. Anna im Lehel

Die römisch-katholische Klosterkirche St. Anna im Lehel ist die erste Rokoko-Kirche Altbayerns und prägend für die Entwicklung der Sakralarchitektur in Bayern. Nach der Zerstörung im Zweiten Weltkrieg wurde sie bis 1979 rekonstruiert. Sie ist heute die Klosterkirche des Münchener Franziskanerklosters. Das Kirchengebäude steht unter dem Aktenzeichen D-1-62-000-6074 in der Denkmalliste des Bayerischen Landesamtes für Denkmalpflege.

## Lage
Die Klosterkirche St. Anna im Lehel (St.-Anna-Str. 19) befindet sich im Zentrum des Lehel gegenüber der katholischen Pfarrkirche St. Anna im Lehel.

## Geschichte

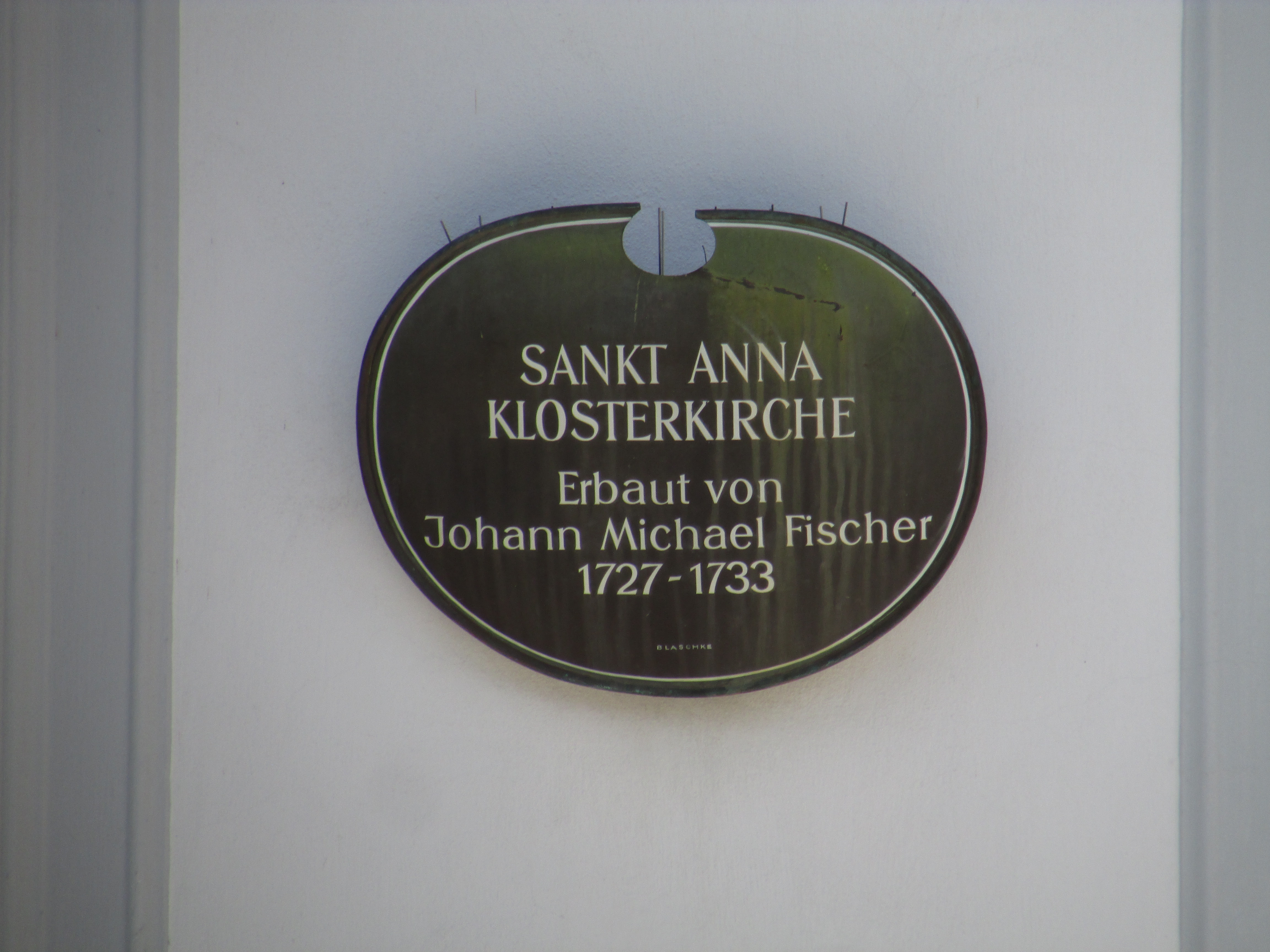
Gebäudeschild

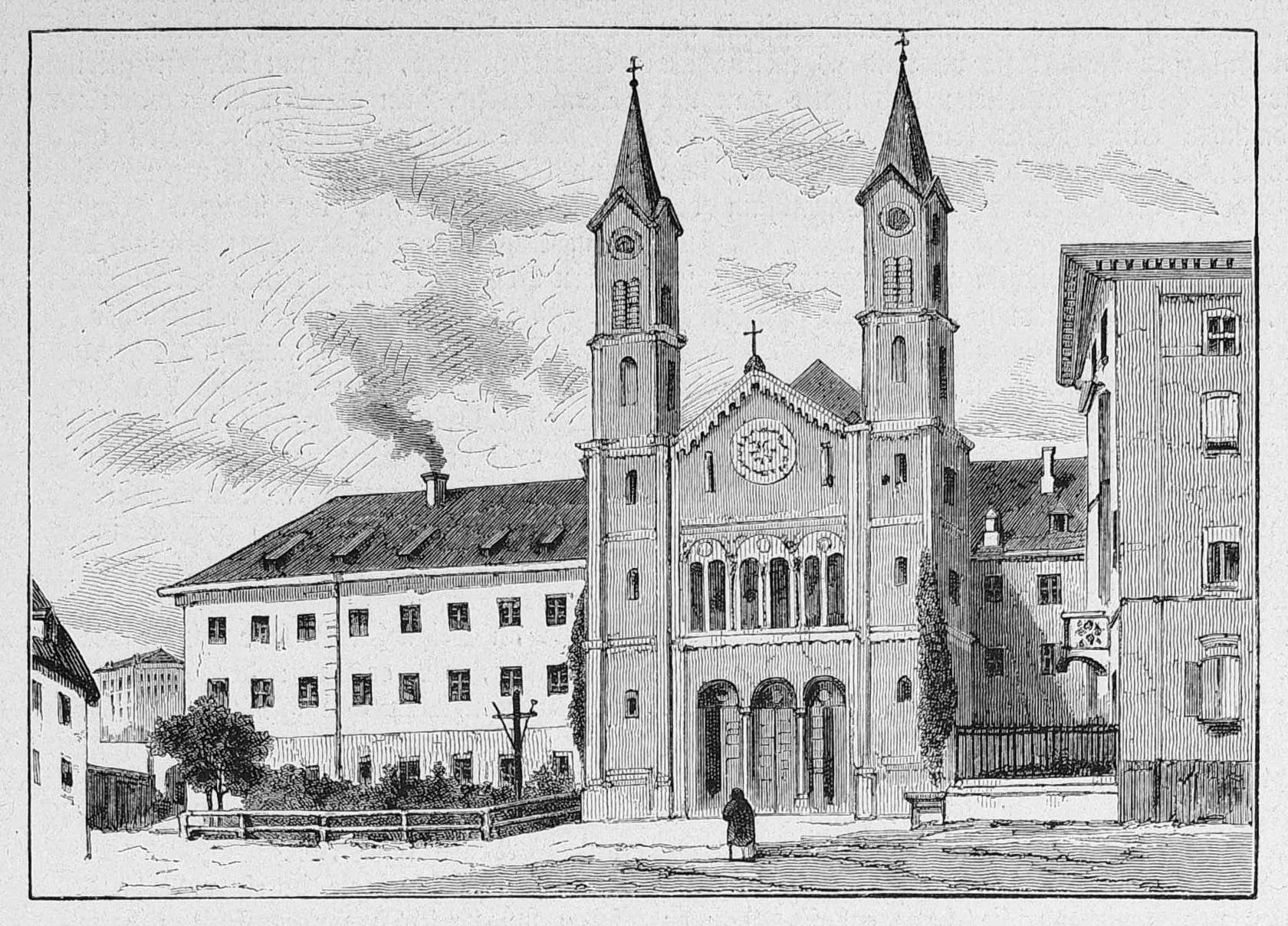
Die neoromanische Fassade der Klosterkirche von 1852/53 auf einer Illustration von 1881

### Hieronymitenkloster (1725–1807) und Bau der Klosterkirche
Anders als nach dem Zweiten Weltkrieg war das Lehel ursprünglich eine Siedlung außerhalb der Stadtbefestigung für die ärmere Bevölkerung. Das Lehel gehörte zwar zum Pfarrgebiet Unserer Lieben Frau; da aber jeden Abend die Stadttore verschlossen wurden, konnte zu später Stunde kein Seelsorger mehr ins Lehel. Es wurde daher bald notwendig, für die Seelsorge der hier lebenden Bevölkerung eine Pfarrei zu gründen. 1725 gründeten die Hieronymiten im Auwald links der Isar, der erst später Lehel genannt wurde, ein Kloster und übernahmen die Pfarrseelsorge für 2000 Menschen, die dort ansässig waren. Kurfürstin Maria Amalie legte 1727, dem Geburtsjahr ihres Sohnes Maximilian III. Joseph, den Grundstein für die Klosterkirche, die der Architekt Johann Michael Fischer bis 1733 errichtete. Die Ausstattung, an der Cosmas Damian Asam, Egid Quirin Asam und Johann Baptist Straub beteiligt waren, wurde 1737 vollendet.
Während der Säkularisation wurde 1807 das Hieronymitenkloster aufgehoben und geräumt, das Konventgebäude wurde 1808 Kaserne (Lehel- oder Lechl-Kaserne). Die Klosterkirche wurde zur Pfarrkirche erhoben. 

### Franziskanerkloster (ab 1827)
1827 übernahmen die Franziskaner auf ausdrückliche Anordnung von König Ludwig I. das Kloster, das sie bis heute halten. Sie hatten 1802 ihren alten Konvent St. Antonius verloren. Der König wollte nach der Säkularisation wieder Ordensleute in die Stadt holen und entschied sich für die Franziskaner, und zwar zunächst gegen den Rat seines „Obersten Kirchen- und Schulrats“ Eduard von Schenk, der Bedenken hatte, dass die volkstümlichen, Habit tragenden Franziskaner bei höheren Gesellschaftskreisen weniger Anklang finden könnten, und für die Ansiedlung von Oratorianern plädierte. Für den König war ausschlaggebend, dass 1330 der Franziskanertheologe Wilhelm von Ockham bei Kaiser Ludwig dem Bayern in München Asyl gefunden und den Kaiser dann gegenüber dem Papst verteidigt hatte. 
Am Allerheiligentag, dem 1. November 1827, übernahmen die Franziskaner feierlich ihr Kloster St. Anna, wenig später kam die Bibliothek aus dem aufgehobenen Kloster Ingolstadt nach München. Am 2. Juli 1838 wurde ihnen auch die Seelsorge in der St.-Anna-Gemeinde übertragen. Das Kloster wurde zum Hauptkloster der nach der Säkularisation aufblühenden Bayerischen Franziskanerprovinz (Bavaria) und Sitz des Provinzialats. 1912 wurde ein neues, großes Klostergebäude errichtet. Nach schweren Zerstörungen durch Bomben im Jahr 1944 wurde das Kloster ab 1947 wieder aufgebaut, zwischen 2006 und 2008 erfolgte ein umfangreicher Umbau mit innerer Neustrukturierung. 
Im Kloster St. Anna befand sich seit 1912 bis in die 1970er-Jahre die philosophisch-theologische Hochschule der Bayerischen Franziskanerprovinz zur Ausbildung des Ordensnachwuchses. Seit 2010 ist der Konvent Leitungssitz der in diesem Jahr durch Fusion der vier deutschen Franziskanerprovinzen entstandenen Deutschen Franziskanerprovinz der Heiligen Elisabeth (Germania). Im Kloster lebte und wirkte von 1906 bis zu seinem Tod 1914 der Franziskaner und Kirchenmusiker Hartmann von An der Lan-Hochbrunn.

### Bauliche Entwicklung der Kirche im 19. und 20. Jahrhundert
Bei der Projektion der „St.-Anna-Vorstadt“, dem heutigen Lehel, wurde auch die Bebauung der Klosterumgebung projektiert. Um die Kirche stärker in die großbürgerliche Bebauung einzuordnen, die Zusammengehörigkeit mit der Altstadt zu zeigen und eine optische Verbindung mit der Ludwigstraße herzustellen, wurde 1852/53 durch August von Voit der Kirche eine neoromanische Doppelturmfassade vorgeblendet, die sich mit ihrem dreibögigen Arkadenportal und dem pyramidenförmigen Abschluss der Türme unübersehbar an der Universitätskirche St. Ludwig orientierte.
Durch einen Fliegerangriff am 29. April 1944 wurde die Klosterkirche St. Anna im Lehel bis auf die Außenmauern zerstört. 1946 begann bereits der Wiederaufbau. Die Doppelturmfassade wurde 1948 abgetragen, die Rekonstruktion des Inneren zog sich noch bis 1979 hin. 1968 rekonstruierte Erwin Schleich die Rokokofassade, die er dem übrig gebliebenen Geschoss der Voitschen Doppelturmfassade vorblendete. Hinter der Kirchenpforte ist noch ein Teil der originalen Fassade von 1772 erkennbar. Insofern gibt die heutige Situation nicht die originale von 1773 wieder, da die Portalfassade vom Konventgebäude nach vorne springt und nicht auf einer Ebene mehr mit ihr liegt, was dem Typus barocker Klöster in Bayern und der ursprünglichen Situation entspricht.

## Programm und Konzeption

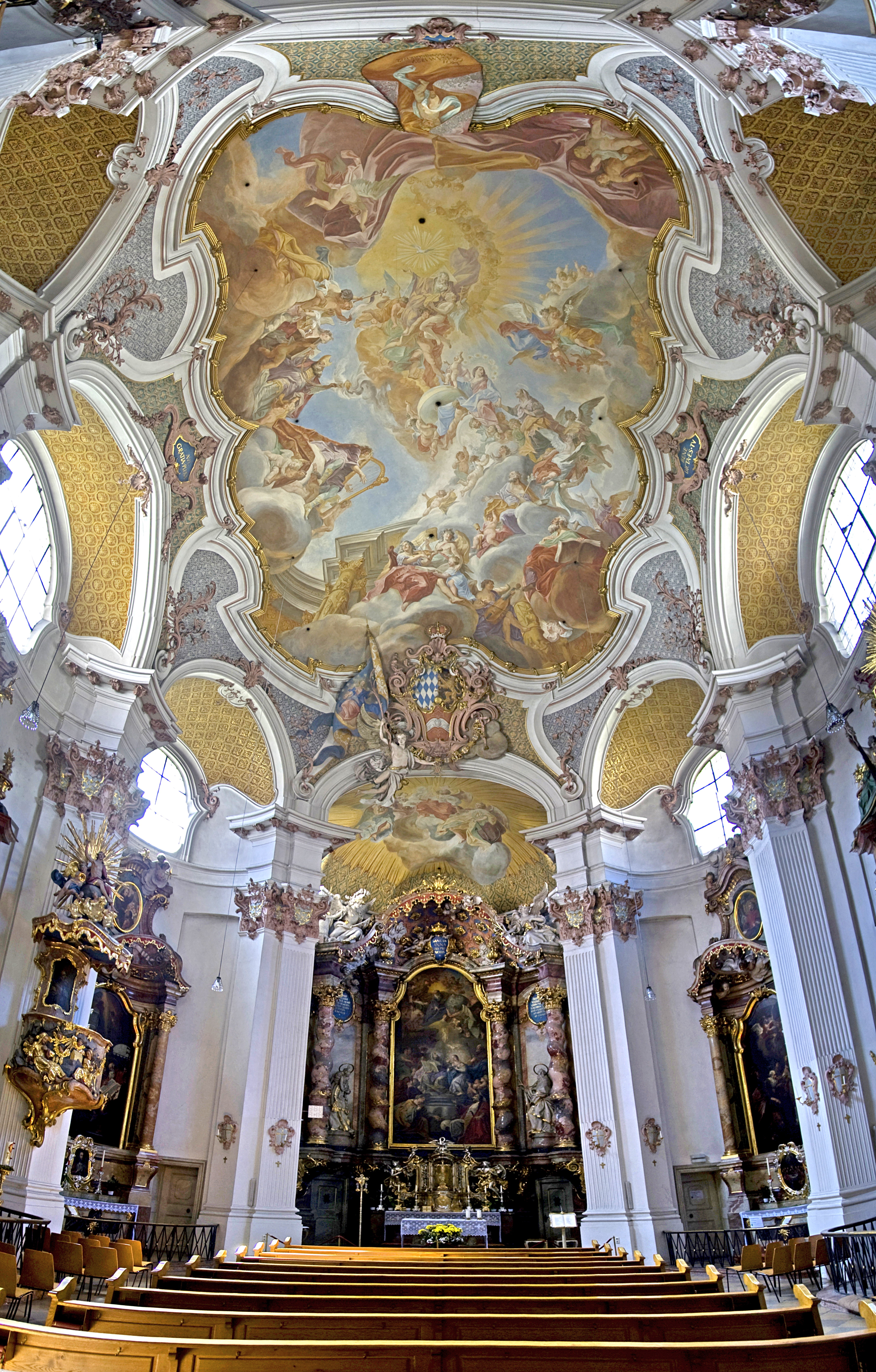
Innenraum

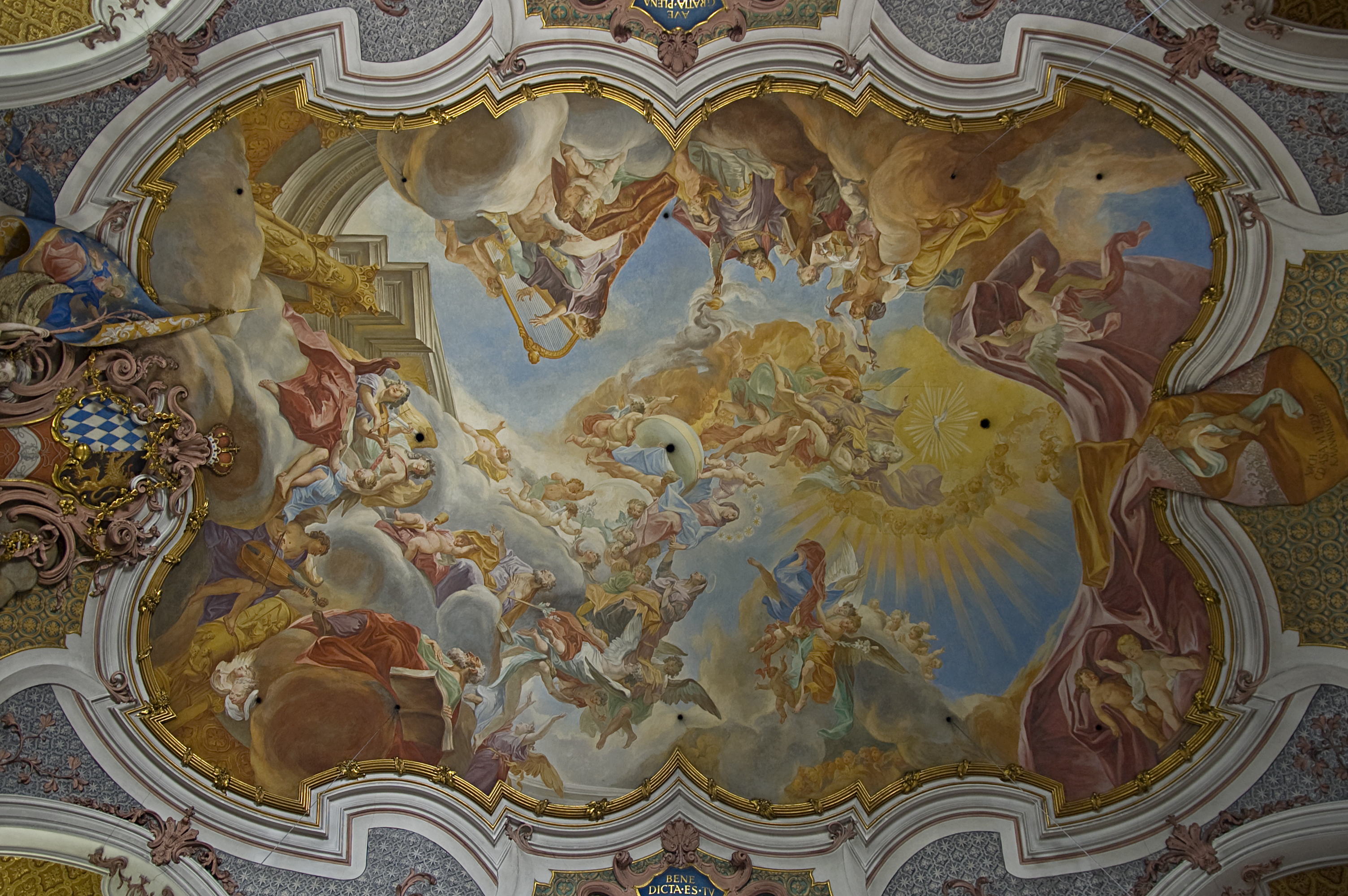
Deckenfresko

Hinter der Ostfassade am St. Anna-Platz folgt ein Rechteckbau, an den ein Zentralbau anschließt. Auf diesem befindet sich eine Kuppel, die besondere Fensterformen und eine Dachlaterne besitzt. Johann Michael Fischer gelang in seinem Frühwerk eine entscheidende neuartige Lösung in der Raumbildung: Er verschmilzt Längs- und Zentralbau zu einem neuen Typus. Damit brach er die festgefügte Formensprache der Architektur seiner Zeit auf: Statt Wandsäulen Wandzungen mit kannelierten Pilastern, raumverspannende Muldengewölbe lösen sich die Halbkugelkuppeln ab. Die Stuckrahmung wird als Übergangszone genutzt, die alle Bauglieder rhythmisch zusammenfasst. Dahinter steht die Idee, die den Himmel freigeben soll.
Um dies zu erreichen, hat Fischer bewusst auf rechte Winkel verzichtet. Der Hauptraum ist oval konzipiert und besteht aus zwei apsidenförmigen Seitenkapellen und vier konchenformigen Kapellen in den Raumecken, die nicht auf einer gemeinsamen Diagonalachse liegen. Die im Westen gelegene Chorapsis mit dem Hochaltar findet ihre Entsprechung in einem halbkreisförmigen Mönchschor hinter ihr.

## Bedeutende Werke
- Hochaltarbild St. Anna unterrichtet im Beisein von St. Joachim ihre Tochter in der Heiligen Schrift (Cosmas Damian Asam, 1734).
- Hochaltar: Tabernakel und Anbetungsengel (Johann Baptist Straub, um 1735).
- Hochaltar-Fresko Verherrlichung des Namens Anna (Cosmas Damian Asam, 1730, Erneuerung Karl Manninger 1972).
- Altarbild des Margareten-Altares Die Büßerin St. Margareta von Cortona Georg Sang, 1. Hälfte des 18. Jahrhunderts mit Rokoko-Rahmen der Ikone von Johann Baptist Straub, um 1735.
- Gewölbefresken Glorie der hl. Anna und Die hl. Anna wird in den Himmel aufgenommen (Cosmas Damian Asam, 1730, Erneuerung Karl Manninger 1972).
- Gewölbefresko über der Orgel Die hl. Anna auf dem Sterbebett (Cosmas Damian Asam, 1730, Rekonstruktion Karl Manninger 1976).

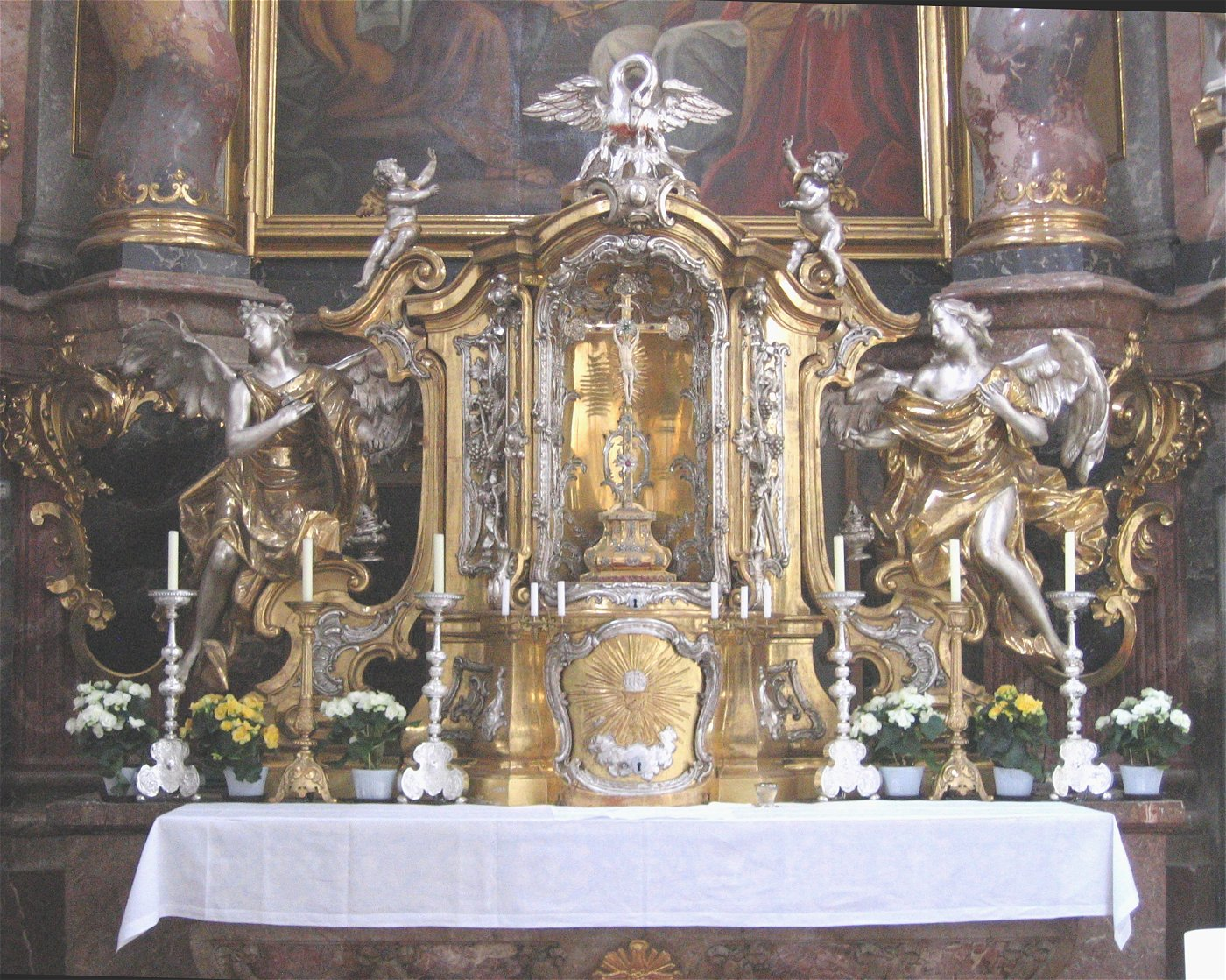
Tabernakel von Johann Baptist Straub
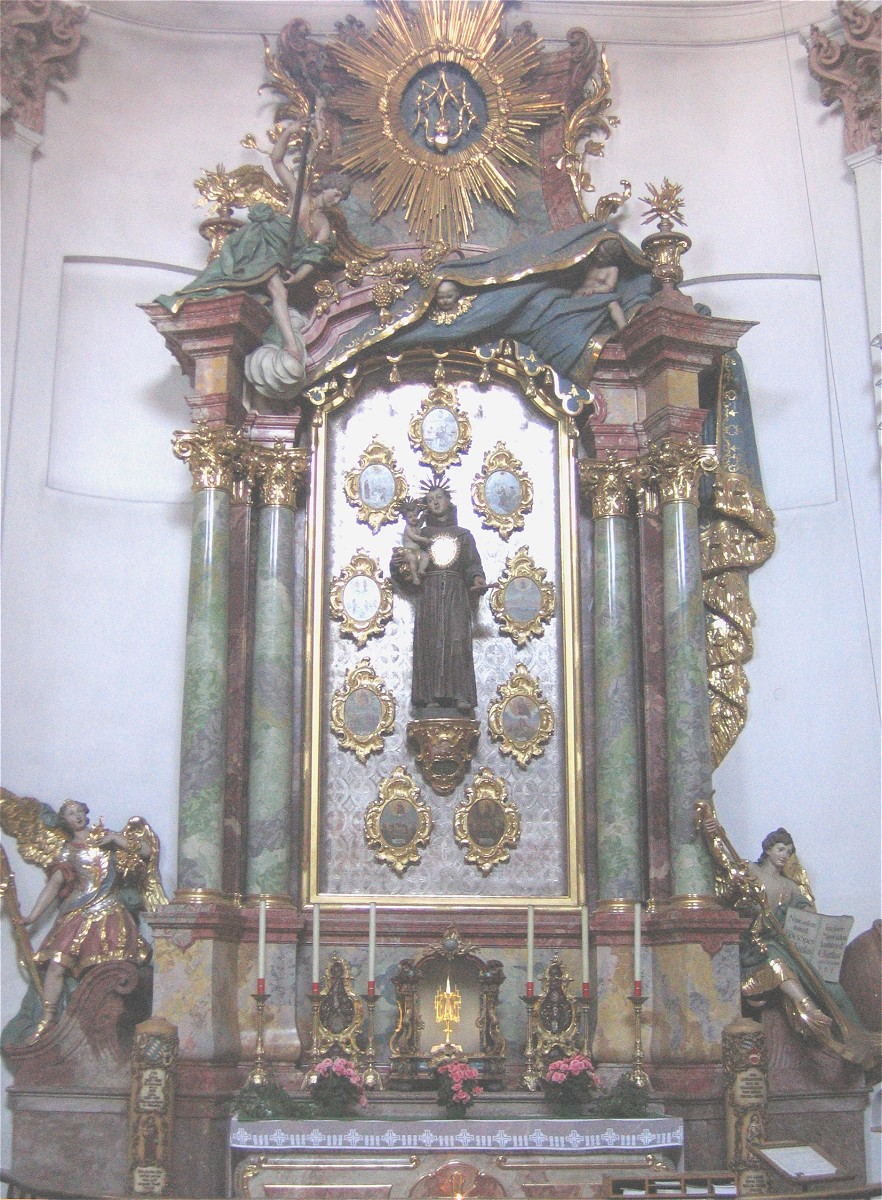
Antonius-Altar
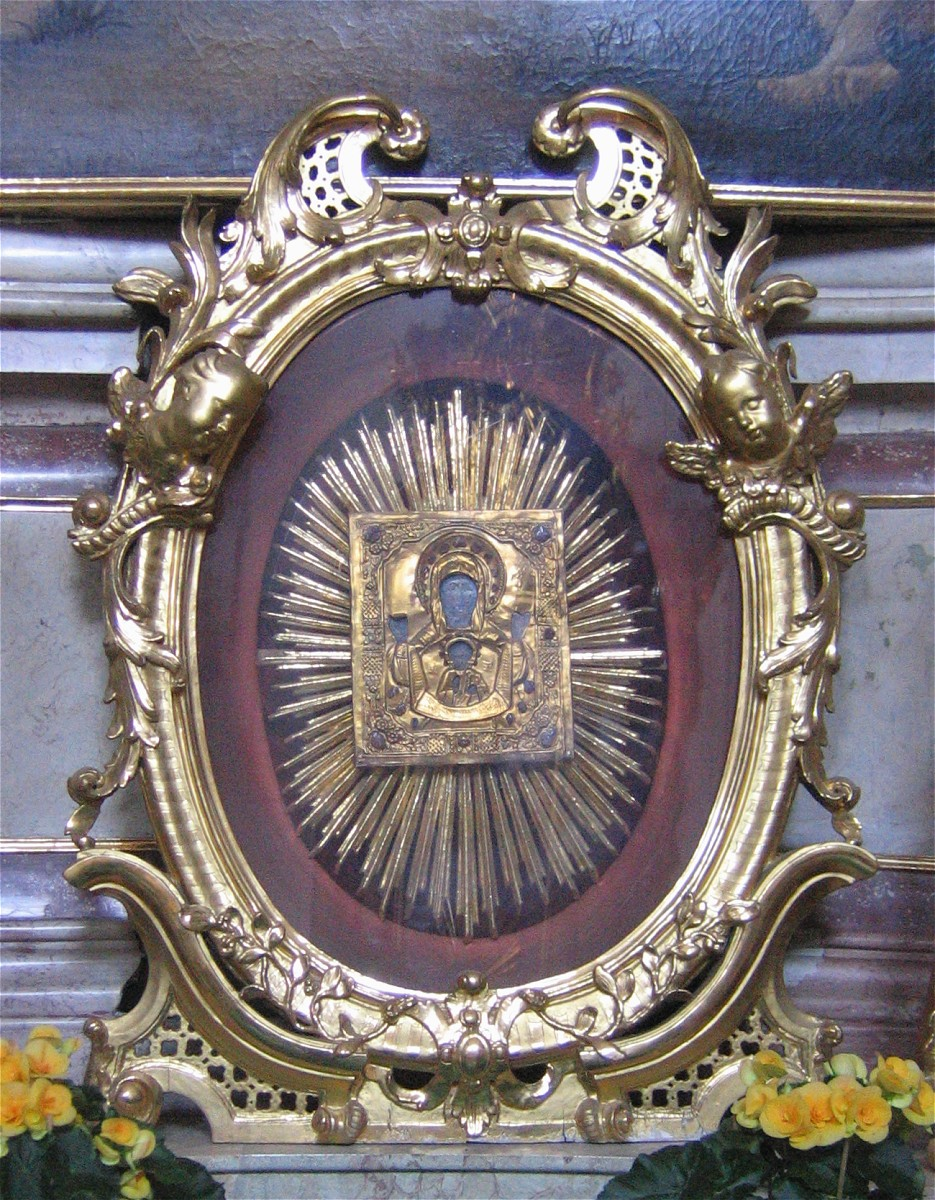
Rokoko-Rahmen von Johann Baptist Straub, Ikone
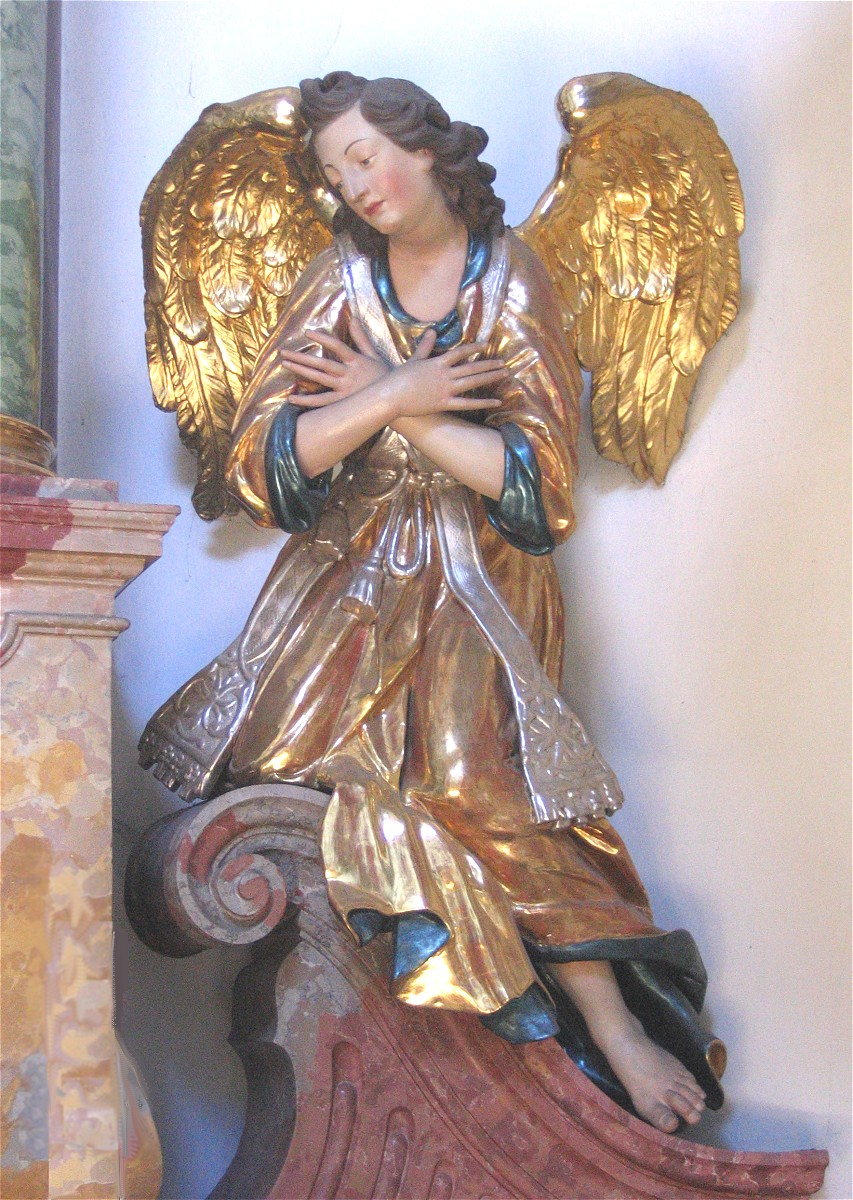
Engel am Kreuz-Altar von Egid Quirin Asam, 1734
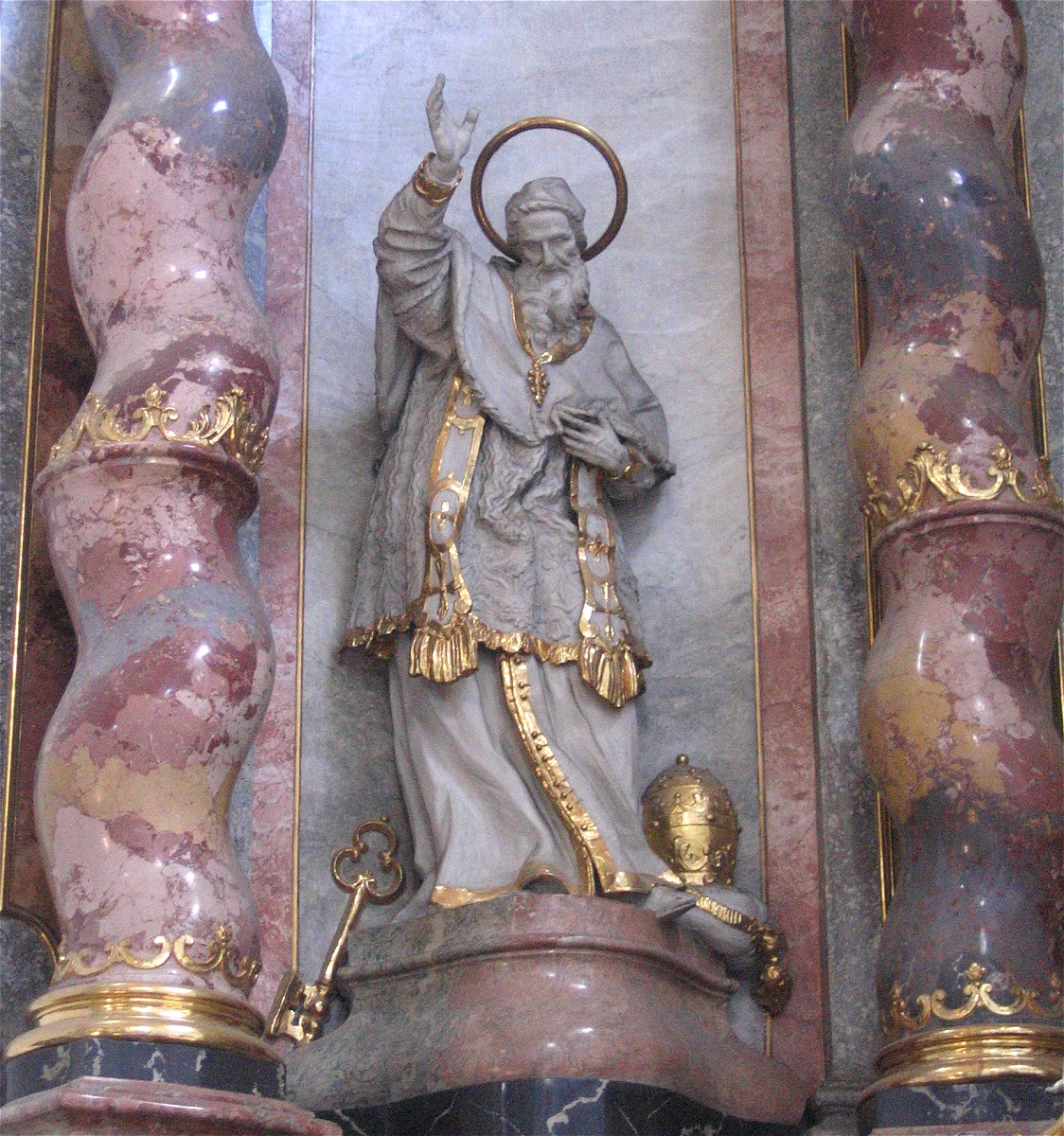
Figur am Hochaltar
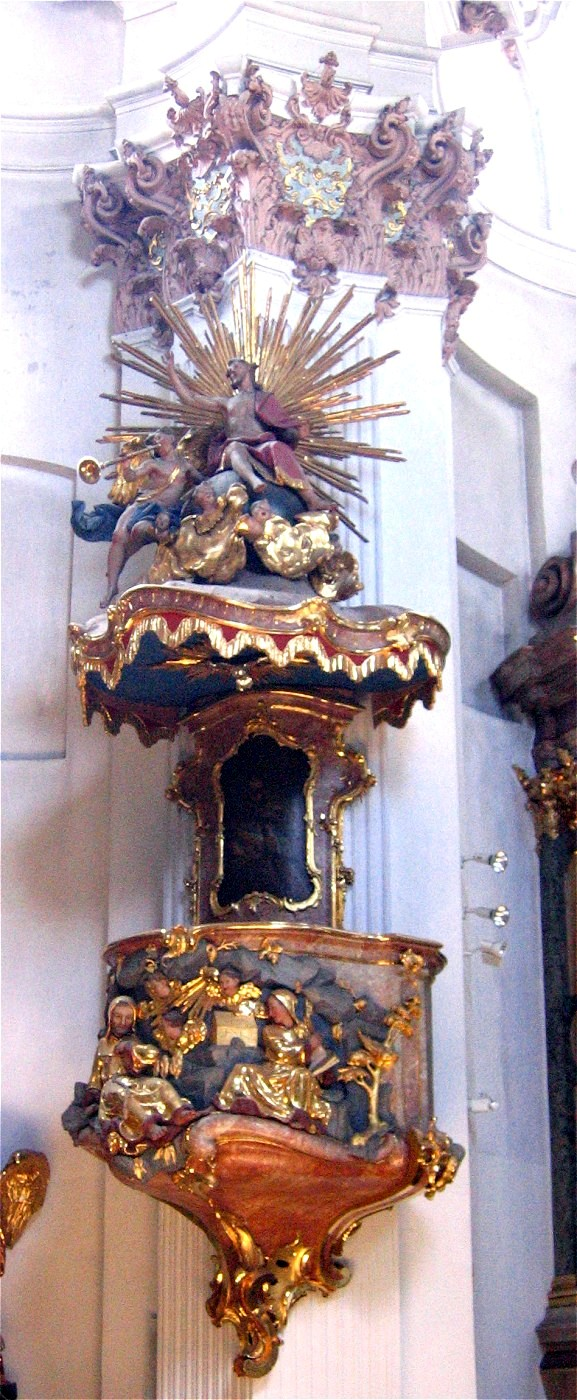
Kanzel, aus der Werkstatt des Johann Baptist Straub

## Orgel

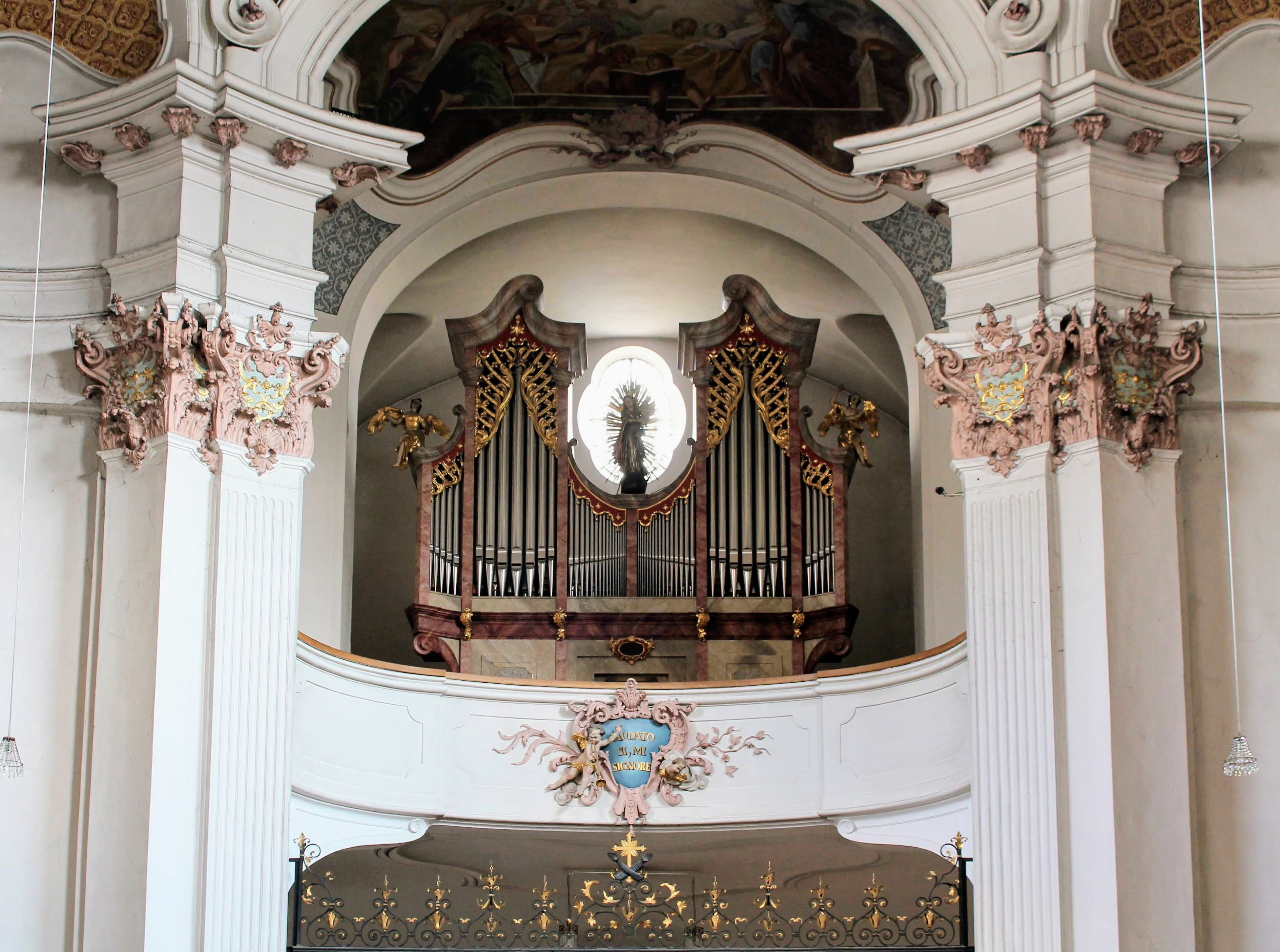
Orgelprospekt

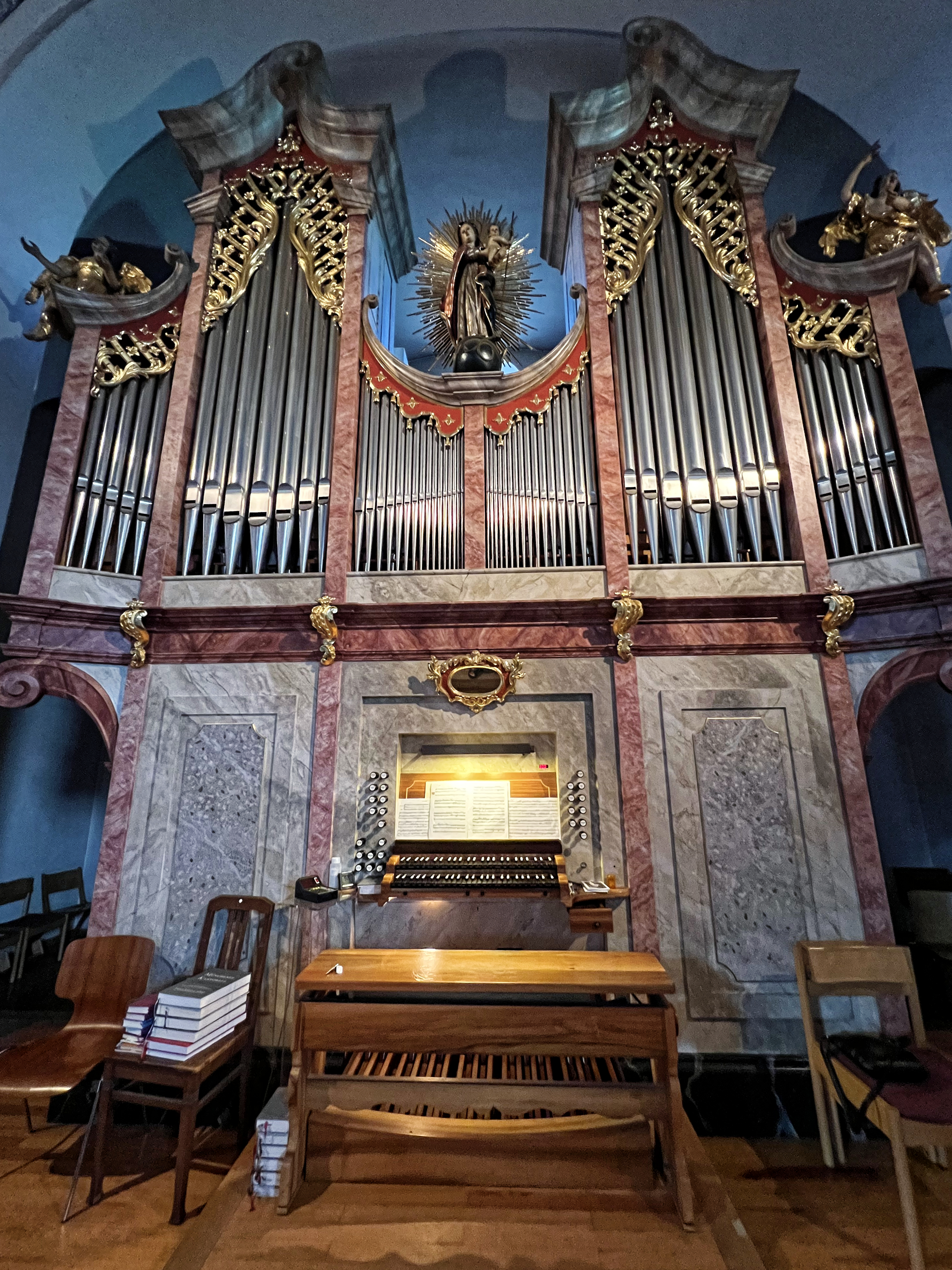
Detailansicht Orgel und Spieltisch

Die Orgel in St. Anna wurde 1999 von der schweizerischen Orgelbaufirma Mathis erbaut und ersetzte ein Vorgängerinstrument der Firma Schuster. Das Instrument hat mechanische Spiel- und Registertrakturen. Nachfolgend die Disposition:
| I Hauptwerk C–g3 |               |       |
| 1.               | Bourdon       | 16′   |
| 2.               | Principal     | 8′    |
| 3.               | Grobgedackt   | 8′    |
| 4.               | Octave        | 4′    |
| 5.               | Koppelflöte   | 4′    |
| 6.               | Doublette     | 2′    |
| 7.               | Larigot       | 1 ⁄3′ |
| 8.               | Mixtur III–IV | 1 ⁄3′ |
| 9.               | Trompete      | 8′    |

| II Schwellwerk C–g3 |              |        |
| 10.                 | Hohlflöte    | 8′     |
| 11.                 | Salicional   | 8′     |
| 12.                 | Fugara       | 4′     |
| 13.                 | Traversflöte | 4′     |
| 14.                 | Nasat        | 2 ⁄3′  |
| 15.                 | Piccolo      | 2′     |
| 16.                 | Terz         | 1 3⁄5′ |
| 17.                 | Sifflet      | 1′     |
| 18.                 | Vox humana   | 8′     |
|                     | Tremulant    |        |

| Pedal C–f1 |               |     |
| 19.        | Subbass       | 16′ |
| 20.        | Principalbass | 8′  |
| 21.        | Gedacktbass   | 8′  |
| 22.        | Choralbass    | 4′  |
| 23.        | Fagott        | 16′ |

- Koppeln: II/I, I/P, II/P
- Spielhilfen: Setzeranlage